# Koto Baru (Singingi Hilir)
Koto Baru is een bestuurslaag in het regentschap Kuantan Singingi van de provincie Riau, Indonesië. Koto Baru telt 3073 inwoners (volkstelling 2010).